# Driss Benhima
Pour les articles homonymes, voir Benhima.
 (mai 2019).
Driss Benhima (en arabe : إدريس بنهيمة), né le 28 mai 1954 à Souilly (France), est un ingénieur marocain ayant occupé des postes importants dans le secteur public et l'administration marocaine. Depuis 2016, il contribue à la réflexion en matière de politique publique et de gestion territoriale,,.

## Mandats publics
Il a notamment été le directeur général de l'Office national d'électricité (1994-2001) tout en assurant un temps la fonction de ministre des Transports, de la Marine marchande, du Tourisme, de l'Énergie et des Mines (1997-1998), le wali de l'ancienne région Grand Casablanca (juillet 2001 - mars 2003), le directeur de l'Agence de promotion et de développement des provinces du Nord (2004-2006) et le président-directeur général de Royal Air Maroc (2006-2016). Il a été de plus membre du think tank du roi Hassan II entre 1995 et 1999. Il a dirigé la campagne de candidature du Maroc pour la Coupe du monde de football 2006 qui a été finalement attribuée à l'Allemagne.

## Biographie

### Enfance et formation
Driss Benhima est le fils de l'ancien Premier ministre Mohamed Benhima et de Marie-Thérèse Peduzzi, de Lorraine (Le Docteur Benhima, par le Dr. Claude Chardot, coll. « Lettres du musée de la faculté de médecine de Nancy », 1996-2017).
Une rumeur est lancée en juillet 1995 par Ahmed Boukhari, mentionnant un lien familial direct avec Jacques Chirac .
Cette rumeur continue à circuler sur certains médias jusqu'en 2011, notamment sur des sites d'information en ligne.Après avoir poursuivi ses études secondaires au lycée français Descartes à Rabat, il obtint son baccalauréat scientifique en 1971. Il rejoignit alors, en France, le lycée privé Sainte Geneviève de Versailles, intégra l'École polytechnique en tant que major étranger et en sortit diplômé en 1977, puis il fut admis à l'École des mines de Paris où il se spécialisa en thermodynamique et transformation de la matière.
En tant qu'élève-officier au sein des Forces Armées Royales de 1974 à 1977, il a suivi des formations à l'Académie royale militaire de Meknès et à l'École de l'arme blindée cavalerie à Saumur (France).
Sur le plan sportif, il a été sociétaire du Fath Union Sport de Rabat de 1965 à 1971, section Yachting à Voile, et membre de l'équipe nationale dans cette discipline en 1970 et 1971 comme équipier sur Vaurien.

### Carrière
Driss Benhima a rejoint l'OCP (Office chérifien des phosphates) en tant qu'ingénieur d'exploitation à ciel ouvert dans la mine de Sidi Daoui à Khouribga. Il quitte l'OCP en 1990 après avoir assuré la fonction de directeur d'exploitation du site de Khouribga pour être nommé administrateur délégué de la SMOA (Société marocaine d'oxygène et d'acétylène, filiale marocaine de l'Air liquide, leader mondial des gaz industriels.
Le 19 mars 1994, il est nommé directeur général de l'Office national d'électricité (ONE), monopole public de fourniture d'électricité au Maroc. En tant que DG, il a réalisé les projets suivants : les interconnexions électriques avec l'Europe, la privatisation de la Centrale de Jorf Lasfar, le premier parc éolien du Royaume à Tétouan ; il a aussi lancé la première unité de stockage d'énergie par pompage turbinage (Afourer), le premier cycle combiné (Tahaddart) et la première centrale solaire (Aïn Beni Mathar). Durant ce mandat, il a conduit le plan social de la fermeture des Charbonnages du Maroc de Jerada, après épuisement des réserves. Il fut également l'initiateur, en 1995, de l'effort d'accélération de l'électrification des zones rurales avec pour objectif de généraliser l'accès à l'énergie en 2010. De 14 % en 1994, le taux d'électrification, à son départ de l'office en 2001, avait atteint 55 %. Son successeur Ahmed Nakkouch a encore poussé plus loin cette initiative, devenue un des chantiers du nouveau règne (Mohammed VI), l'objectif étant quasiment atteint en 2007, avec un taux d'environ 90 %. Durant son mandat, il a également été choisi pour faire partie du gouvernement Filali II — d'août 1997 à mars 1998 — en tant que ministre des Transports, de la Marine marchande, du Tourisme, de l'Énergie et des Mines.
Il fut nommé wali de la région Grand Casablanca (actuelle Casablanca-Settat depuis 2015), avant de transmettre 18 mois plus tard le flambeau à M'hamed Dryef, le 26 mars 2003 . Il s'attela durant son mandat à lutter contre l'utilisation illégale de l'espace public, l'anarchie architecturale, et l'insalubrité chronique .Il fut ensuite nommé directeur de l'Agence de promotion et de développement des provinces du Nord (APDN) en mars 2004.
Ensuite, il a été le PDG de Royal Air Maroc, la compagnie aérienne nationale. Nommé à ce poste le 15 février 2006 par le roi, il y est resté jusqu'au 6 février 2016, date à laquelle Abdelhamid Addou l'a remplacé.

## Divers
Il fut distingué de l'ordre du Wissam du Trône (وسام العرش), équivalent à la Légion d'honneur française.
Entre 1995 et 1999, il fut membre du G14 , groupe de réflexion établi par le roi Hassan II. En 1999, Hassan II a remis à Benhima le dossier de la candidature marocaine pour l'organisation de la coupe du monde 2006 de la FIFA.
M. Benhima a lancé un club de cinéma pendant son temps à Khouribga et a écrit des essais d'interprétation de film.
Il est également le président de Hawd Assafi (حوض اسفي), une organisation de développement régional à but non lucratif.
Driss Benhima a été également membre du comité du Wydad Athletic Club (WAC) de Casablanca pendant vingt ans, de 1994 à 2014.
Il est l'auteur de rapports sur l'agriculture marocaine du cannabis paru entre 2003 et 2005 sous l'égide du gouvernement marocain et l'organisation des Nations unies contre la drogue et le crime.
Driss Benhima a suivi en 1990 le cursus du Young Manager's Program de l'INSEAD à Fontainebleau et le cycle de formation des chefs d'entreprise du CRC-HEC à Jouy-en-Josas
Il est ancien auditeur du Centre français des hautes études de l'armement (CHEAR), cycle de 1993 assuré par la Fondation méditerranéenne des études stratégiques à Toulon.

### Articles de presse
- Sa Majesté le Roi reçoit Son Altesse Royale le Prince Al Walid Ibn Talal Ibn Abdelaziz Al Saoud et le PDG de la RAM, Le Matin du Sahara, 9 novembre 2011
- « Les 50 personnalités qui font le Maroc : Driss Benhima. 55 ans, PDG de Royal Air Maroc », Jeune Afrique, no 2545-2546, du 18 au 31 octobre 2009, p. 41
- Benhima, président du Groupe X Maroc
- Congrès de la Conférence des Grandes Écoles, Rabat, 15 décembre 2008
- Allal-El-Alaoui's blog "Cinephilia of an engineer called Driss Benhima"

- Colloque « L’Assainissement solide et liquide : quel rôle pour les collectivités locales ? », rapporté par H. Benbouya et F.Z Thry, « Benhima passe un savon aux élus », L'Economiste, 1264,10/05/2002
- « Benhima à Paris : Népotisme, lobbies, presse corrompue », Propos rapportés par M. Chaoui, L'Economiste, n°1456, 11/02/2003